# Condado de Clackamas
El condado de Clackamas es uno de los 36 condados del estado de Oregón, Estados Unidos. La sede del condado es Oregon City, al igual que su mayor ciudad. El condado tiene un área de 4.867 km² (de los cuales 28 km² están cubiertos por agua) y una población de 338.391 habitantes, para una densidad de población de 70 hab/km² (según censo nacional de 2000). Este condado fue fundado en 1844.

## Demografía
Para el censo de 2000, había 338.391 personas, 128.201 cabezas de familia, y 91.663 familias residiendo en el condado. La densidad de población era de 181 habitantes por milla cuadrada.
La composición racial del condado era:
- 91,27% blancos
- 2,45% asiáticos. 0,71% nativos americanos. 0,66% negros o afroamericanos
- 0,71% nativos americanos
- 2,45% asiáticos
- 0,71% nativos americanos. 0,66% negros o afroamericanos. 0,17% isleños
- 2,28% otras razas
- 2,46% de dos o más razas.

Había 128.201 cabezas de familia, de las cuales el 34,20% tenían menores de 18 años viviendo con ellas, el 58,60% eran parejas casadas viviendo juntas, el 9,00% eran mujeres cabeza de familia monoparental (sin cónyuge), y 28,50% no eran familias.
El tamaño promedio de una familia era de 3,07 miembros.
En el condado el 26,20% de la población tenía menos de 18 años, el 8,00% tenía de 18 a 24 años, el 28,70% tenía de 25 a 44, el 26,00% de 45 a 64, y el 11,10% eran mayores de 65 años. La edad promedio era de 38 años. Por cada 100 mujeres había 97,50 hombres. Por cada 100 mujeres mayores de 18 años había 94,90 hombres.

## Economía
Los ingresos medios de una cabeza de familia del condado eran de USD$52.080 y el ingreso medio familiar era de $60.791. Los hombres tenían unos ingresos medios de $43.462 frente a $30.891 de las mujeres. El ingreso per cápita del condado era de $25.973. El 4,60% de las familias y el 6,60% de la población estaban debajo de la línea de pobreza. Del total de gente en esta situación, 7,60% tenían menos de 18 y el 5,10% tenían 65 años o más.

## Localidades

### Ciudades
- Barlow
- Canby
- Damascus
- Estacada
- Gladstone
- Happy Valley
- Johnson City
- Lake Oswego
- Milwaukie
- Molalla
- Oregon City
- Portland
- Rivergrove
- Sandy
- Tualatin (una pequeña parte)
- West Linn
- Wilsonville

### Lugares designados por el censo
- Beavercreek
- Clackamas
- Government Camp
- Jennings Lodge
- Oak Grove
- Oatfield
- Mount Hood Village
- Sunnyside

### Áreas no incorporadas
| - Alder Creek - Barton - Boring - Canemah - Carus - Carver - Charbonneau (comunidad privada dentro de los límites de Wilsonville) - Cherryville - Colton - Cottrell - Eagle Creek | - Faubion - Firwood - Kelso - Macksburg - Marquam - Marylhurst - Mountain Air Park - Needy - New Era | - Redland - Ripplebrook - Salmon - Shadowood - Springwater - Wankers Corner - Wildwood - Yoder |

### Aldeas
- Beavercreek
- Molalla Prairie
- Mulino
- Stafford